# Ernest von Croyengreiff
Ernest von Croyengreiff, (ur. prawdopodobnie na początku 1653, zm. po 1680) – zakonnik, nieślubny syn księcia Ernesta Bogusława von Croya.

## Życiorys
Był nieślubnym synem biskupa kamieńskiego i namiestnika Pomorza Zachodniego oraz Prus Książęcych księcia Ernesta Bogusława von Croya i mieszczki Doroty Levin. Został nobilitowany i legitymizowany (pod nazwiskiem Croyengreiffa) dokumentem elektora brandenburskiego Fryderyka Wilhelma, wydanym na życzenie ojca zagwarantowane układem z 29 marca 1670, z dnia następnego (tj. 30 marca 1670). Aktem tym Ernest został uznany za dziecko pochodzące ze związku małżeńskiego oraz za osobę szlachetnego urodzenia, a także nadano mu miano von Croyengreiff wraz z herbem. Fryderyk Wilhelm udzielił mu wtedy zapewnienie otrzymania bliżej nieokreślonych lenn w brandenburskiej części Pomorza Zachodniego lub w Prusach Książęcych oraz stwierdził, że otrzyma on w przyszłości jakiś wysoki urząd cywilny lub stopień wojskowy, adekwatny do jego pochodzenia. Dzięki staraniom ojca jeszcze 8 kwietnia 1670 elektor wydał dokument precyzujący wyżej wspomniane lenna – miało nimi być Smołdzino wraz z przynależnościami – które młody Ernest miał otrzymać po osiągnięciu 18. roku życia. Nie miał ich jeszcze 1 grudnia 1671, kiedy ojciec rozpoczął działania w kwestii zinwentaryzowania przyszłych dóbr syna. Przedostatniego dnia roku 1671 elektor Fryderyk Wilhelm zobowiązywał się do przygotowania Ernestowi Croyengreiffowi listu lennego dotyczącego Smołdzina oraz wysłał do księcia Ernesta Bogusława von Croya dokument rezygnacji z tychże dóbr in blanco. W czasie tych wydarzeń młody Ernest przebywał już w podróży do krajów zachodniej Europy. Trwała ona do 1674, a podczas niej odwiedził on również Rzym. Podróż ta zaowocowała, prawdopodobnie właśnie w tym mieście, konwersją Ernesta – z luteranizmu przeszedł on na katolicyzm. W Rzymie początkowo wstąpił do klasztoru minorytów (Clerici regulares minores, CRM), natomiast prawdopodobnie w 1679 do jezuitów. Książę Ernest Bogusław von Croy starał się powstrzymać syna przed tymi działaniami i prosił o jego powrót na Pomorze. Ernest von Croyengreiff zmarł jako jezuita w klasztorze w Ingolstadt w Bawarii. Przez ojca został wydziedziczony.